# Rick Zuijderwijk
Rick Zuiderwijk (Breda, 13 april 2001) is een Nederlands voetballer die als middenvelder door Willem II wordt verhuurd aan FC Den Bosch. Op 10 augustus 2019 maakte hij zijn debuut voor het eerste elftal van Willem II in de thuiswedstrijd tegen Vitesse. In deze wedstrijd, die met 0-2 werd verloren, verving hij in de 72e minuut Marios Vrousai.

## Clubstatistieken
| Seizoen | Club      | Competitie | Competitie | Competitie | Beker | Beker | Internationaal | Internationaal | Overig | Overig | Totaal | Totaal |
| Seizoen | Club      | Competitie | Wed.       | Dlp.       | Wed.  | Dlp.  | Wed.           | Dlp.           | Wed.   | Dlp.   | Wed.   | Dlp.   |
| ------- | --------- | ---------- | ---------- | ---------- | ----- | ----- | -------------- | -------------- | ------ | ------ | ------ | ------ |
| 2019/20 | Willem II | Eredivisie | 2          | 0          | 1     | 0     | -              | -              | 0      | 0      | 3      | 0      |
| 2020/21 | Willem II | Eredivisie | 2          | 0          | 0     | 0     | 0              | 0              | 0      | 0      | 2      | 0      |
| Totaal  | Totaal    | Totaal     | 4          | 0          | 1     | 0     | 0              | 0              | 0      | 0      | 5      | 0      |

Bijgewerkt op 18 juli 2021.